# Taubstummengasse metróállomás
A Taubstummengasse metróállomás Bécsben a bécsi metró U1 vonalán.

## Szomszédos állomások
A metróállomáshoz az alábbi állomások vannak a legközelebb:
- Südtiroler Platz – Hauptbahnhof
- Karlsplatz

## Átszállási kapcsolatok
| U1 (Oberlaa ↔ Leopoldau) |                        |                         |
| Állomás                  | Átszállási kapcsolatok | Fontosabb létesítmények |
| Taubstummengasse         |                        |                         |